# Alfred Pennyworth
Alfred Pennyoworth este un personaj fictiv din benzile desenate publicate de DC Comics. El este majordomul englez al familiei Wayne care l-a crescut pe Bruce Wayne (Batman) după ce acesta și-a pierdut părinții la vârsta de opt ani.